# Henri Maux
Pour les articles homonymes, voir Maux.
Ne doit pas être confondu avec Henri Maus.
Henri Maux (8 décembre 1901-13 juin 1950) est un ingénieur des ponts et chaussées coloniaux, spécialiste de l'hydraulique agricole (irrigation et drainage) et l'un des premiers hauts fonctionnaires français à traiter le problème du chômage.

## Carrière
Il effectue les dix premières années de sa carrière en Indochine : sept ans au Cambodge, puis trois ans en Cochinchine. Grâce à la politique des Grands Travaux décidée par la métropole, il multiplie par dix la production du riz dans la région du Transbassac et fait remuer autant de terre que pour le creusement du canal de Suez,. Au cours de ses voyages, il prend de nombreuses photos.
Il effectue ensuite une mission dans la Chine de Tchang Kaï-chek, pour le compte de la Société des Nations, au début de la guerre sino-japonaise et prend de nombreuses photos.
Il rentre en France à la déclaration de guerre en août 1939, et accepte un poste dans le cabinet du ministre du Travail René Belin : commissaire adjoint à la Lutte contre le chômage pour la zone sud,. Il y recrute des figures de la Résistance comme Berty Albrecht et Guy de Saint-Hilaire et devient ensuite correspondant du réseau Marco.
En avril 1941 lui est confiée la gestion du sort des étrangers établis en zone sud (70 nationalités), qui embarrasse le gouvernement de Vichy. Il va protéger les Juifs, ce qui lui vaudra d'être nommé Gardien de la Vie par le Consistoire central de France.
Le sort des travailleurs indochinois l’intéresse particulièrement : il fait envoyer en Camargue environ 500 Indochinois familiarisés avec la culture du riz, qui peuvent ainsi échapper au sort pénible qui leur est réservé dans les camps et les usines d’armement.
Maux est à l'origine de l'extension de la riziculture en Camargue. Survolant en avion avec son ministre, le delta du Rhône, en juin 1941, il constate que « La Crau, la Camargue, ce sont des régions où tout reste à faire ! La Cochinchine a 50 ans d’avance sur elles, en particulier pour les questions d’hydraulique agricole » selon l'écrivain Alexandre Vialatte venu l'interviewer à deux reprises. La première récolte de riz en Camargue a lieu à l’automne 1942 et représente 125 tonnes de riz consommable, pour 250 hectares de rizières.
Malgré ses efforts pour dresser les contours d'une politique de lutte contre le chômage  Maux sera exclu de Vichy en raison de son opposition aux lois d’octobre 1942 et des activités anti-gouvernementales qu’il couvre : camouflage des véhicules militaires depuis le début de 1941, refus du serment de fidélité des fonctionnaires au Maréchal Pétain et de la Francisque, fabrication de faux papiers, protection des Juifs .
Avant de quitter son poste, Maux va obtenir le maintien de son service, qui protège près de 80 000 hommes : ce sera le « Service liquidateur du CLC » qui survivra encore deux ans, dans des conditions de plus en plus difficiles.
En 1945 il est nommé par le général de Gaulle pour créer et diriger la Mission économique française d’Extrême-Orient.
Il a le statut de ministre plénipotentiaire, rapportant le dossier de la conférence inter-États, qui devait se réunir le 25 juin 1950 à Pau, et participe aux conférences économiques de l'ECAFEdédiées à l'Asie et à l'Extrême-Orient. Il disparaît le 13 juin 1950 lors du crash en mer du DC-4 Air France assurant la liaison entre Saïgon et l'île de Bahreïn ; c'est l'une des 86 victimes de la double catastrophe des DC-4 d'Air France en juin 1950.